# Undulující membrána
Undulující membrána je pojem nejčastěji využívaný v souvislosti s parazitickými prvoky. Jedná se o pohybový orgán, jakési ploutvovité rozšíření cytoplazmatické membrány, které běží podél okraje buňky a na jejím konci je propojeno s volným bičíkem (Flagellum). Vykonáváním charakteristického vlnivého pohybu undulující membrána zvyšuje mobilitu organismu v obtížněji proniknutelném prostředí. U bičíkatých prvoků vzniká undulující membrána spojením (asociací) tzv. zpětného bičíku s cytoplazmatickou lamelou (buněčnou stěnou mezi dvěma sousedními buňkami). Obvykle bývá podložena žíhanou fibrilou, tzv. kostou. 
Undulující membránu lze najít např. u následujících organismů: 

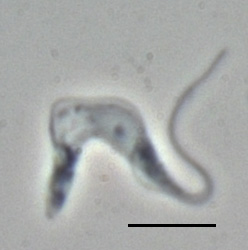
Trypanozoma spavičná
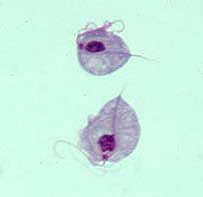
Bičenka poševní
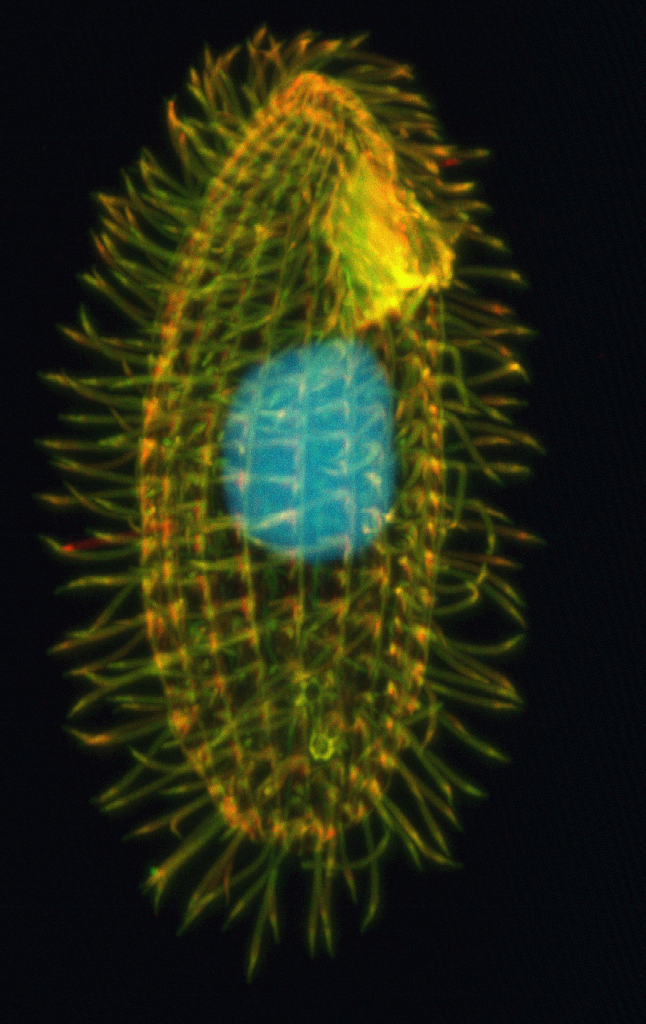
Tetrahymena

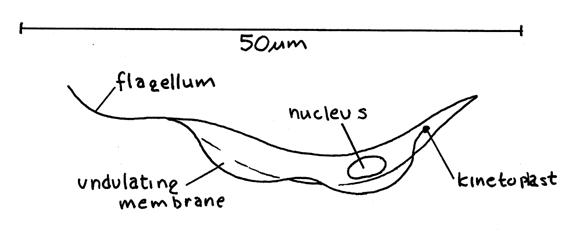
Jednoduché schéma stavby těla trypanozomy s viditelným bičíkem a undulující membránou

1. Parazitičtí bičíkovci, způsobující nebezpečné nemoci, jako jsou např. trypanosoma spavičná (Trypanosoma brucei gambiense) nebo bičenka poševní (Trichomonas vaginalis), využívají undulující membránu jako pohybový orgán, který jim umožňuje rychlejší a efektivnější pohyb v kapalinách s větší viskozitou, jako je např. krev.
2. Zjednodušená undulující membrána se vyskytuje i u nálevníků rodu Tetrahymena. U těchto prvoků je undulující membrána tvořena řadou srostlých řasinek, nachází se poblíž buněčných úst buňky a pravděpodobně napomáhá při opatřování potravy.[2]
3. Undulující membrána se vyskytuje i u spermií některých starších živočišných skupin, např. u některých obojživelníků, a tzv. svaloploutvých ryb, které zahrnují dvojdyšné a lalokoploutvé ryby.